# Freeway (репер)
Леслі Едвард Пріджен (нар. 6 серпня 1978, Філадельфія, Пенсільванія, США), більш відомий під сценічним псевдонімом Freeway — американський репер, відомий як учасник реп-групи State Property, під час роботи з Roc-A-Fella Records разом із Jay-Z, який дав початок його кар'єрі, підписавши його на свій лейбл. Його відмінна риса — довга борода, яка символізує його відданість ісламу. Свій псевдонім репер запозичив у торговця наркотиками, що користується поганою славою, Фріуей Ріккі Росса.
У 2003 році випустив свій дебютний альбом Philadelphia Freeway на лейблі Roc-A-Fella. У Сполучених Штатах було продано понад 500 000 примірників альбому.
У 2009 році Freeway ненадовго підписав контракт з Cash Money Records, але повернувся до роботи з Jay-Z на його лейблі Roc Nation.

## Дискографія
Студійні альбоми
- Philadelphia Freeway (2003)
- Free at Last (2007)
- Philadelphia Freeway 2 (2009)
- Diamond in the Ruff (2012)
- Free Will (2016)
- Think Free (2018)

Спільні альбоми
- 2002: State Property OST (разом з State Property)
- 2003: The Chain Gang Vol. 2 (разом з State Property)
- 2010: The Stimulus Package (разом з Jake One)
- 2010: The Roc Boys (разом з Beanie Sigel)
- 2011: Statik-Free (разом з Statik Selektah)
- 2014: Highway Robbery (разом з The Jacka)
- 2014: Broken Ankles (разом з Girl Talk)